# Ukrajinska kinematografija
Ukrajinska kinematografija imala je veliki utjecaj na povijest kinematografije. Među istaknutim ukrajinskim redateljima su: Oleksandr Dovženko, Dziga Vertov i Serhiy Paradžanov. Dovženko se često navodi kao jedan od najvažnijih ranih sovjetskih filmaša, kao i pionir sovjetske teorije montaže i osnivač Dovženko filmskih studija. Godine 1927., Dziga Vertov preselio se iz Moskve u Ukrajinu. U filmskom studiju VUFKU snimio je nekoliko avangardnih dokumentarnih filmova, među kojima su: „Jedanaesta godina,” „Čovjek s filmskom kamerom” i prvi ukrajinski dokumentarni zvučni film „Entuzijazam” (Simfonija Donbasa). 
Kritičari britanskog magazina Sight&Sound u anketi provedenoj 2012. proglasili su film „Čovjek s filmskom kamerom” osmim najboljim filmom svih vremena. U izboru istoga magazina 2014., proglašen je najboljim dokumentarnim filmom svih vremena.
Paradžanov je bio armenski filmski redatelj i umjetnik koji je dao značajan doprinos ukrajinskoj, armenskoj i gruzijskoj kinematografiji; izumio je svoj vlastiti filmski stil, ukrajinsku poetsku kinematografiju, koja je bila potpuno u suprotnosti s vodećim načelima socijalističkog realizma.
Ostali važni redatelji su: Kira Muratova, Larisa Šepitko, Sergej Bondarčuk (glumio u Bitki na Neretvi), Leonid Bykov, Jurij Illienko, Leonid Osyka, Vjačeslav Krištofovič, Roman Balayan, Sergiy Masloboyšikov, Ihor Podolčak i Maryna Vroda.
Mnogi glumci ukrajinskog podrijetla postigli su međunarodnu slavu i uspjeh kritike, kao što su: Vira Holodna, Bohdan Stupka, Sergej Makovetsky, Mike Mazurki, Natalie Wood, Danny Kaye, Jack Palance, Anna Sten, Milla Jovovich, Olga Kurylenko i Mila Kunis. 
Unatoč povijesti važnih i uspješnih produkcija, industriju je često karakterizirala rasprava o njezinom identitetu i razini ruskog i europskog utjecaja.[7] Ukrajinski producenti aktivni su u međunarodnim koprodukcijama, dok ukrajinski glumci i redatelji redovito snimaju u ruskim i istočnoeuropskim filmovima. Uspješni filmovi temeljeni su na ukrajinskim ljudima, pričama ili događajima, uključujući: „Oklopnjača Potemkin”, „Čovjek s filmskom kamerom” i „Sve je rasvijetljeno”.
Ukrajinska državna filmska agencija posjeduje Nacionalni filmski centar Oleksandr Dovženko, laboratorij za kopiranje filmova i arhiv te sudjeluje u domaćinstvu Međunarodnog filmskog festivala u Odesi. Još jedan festival, Molodist u Kijevu, jedini je međunarodni filmski festival s FIAPF akreditacijom koji se održava u Ukrajini; Natjecateljski program ima sekcije za studentske filmove, prve kratke filmove i prve cjelovečernje igrane filmove iz cijelog svijeta. Održava se u listopadu svake godine.